# Ryosuke Kijima
Ryosuke Kijima (født 29. maj 1979) er en japansk fodboldspiller.
Han har spillet for flere forskellige klubber i sin karriere, herunder Yokohama F. Marinos, Oita Trinita, Tokyo Verdy, Roasso Kumamoto, FC Machida Zelvia, Matsumoto Yamaga FC og Kamatamare Sanuki.